# Antonio Santucci (filosofo)
Antonio Santucci (Mira, 26 settembre 1926 – Bologna, 20 gennaio 2006) è stato un filosofo italiano.
È stato docente di Storia della filosofia all'Università di Bologna.
Socio dell'Accademia delle Scienze dell'Istituto di Bologna, è stato tra i fondatori della casa editrice il Mulino. Studioso di David Hume, dell'illuminismo scozzese e del pragmatismo americano, ha indagato inoltre le varie forme in cui positivismo ed esistenzialismo e, più in generale, il rapporto con le scienze hanno orientato il pensiero italiano tra Ottocento e Novecento.
È sepolto alla Certosa di Bologna.

## Opere principali
- Esistenzialismo e filosofia italiana, Bologna, Il Mulino, 1959.
- Il pragmatismo in Italia, Bologna, il Mulino, 1963.
- Sistema e ricerca in David Hume, Bari, Laterza, 1969.
- Introduzione a Hume,  Bari, Laterza, 1971.
- Storia del pragmatismo,  Roma-Bari, Laterza, 1992. ISBN 88-420-3931-4.
- Empirismo, pragmatismo, filosofia italiana, Bologna, CLUEB, 1995. ISBN 88-8091-119-8.
- Eredi del positivismo. Ricerca sulla filosofia italiana fra '800 e '900, Bologna, il Mulino,, 1996. ISBN 88-15-05178-3.
- L'età dei Lumi. Saggi sulla cultura settecentesca, Bologna, il Mulino, 1998. ISBN 88-15-06712-4.
- Filosofia e cultura nel Settecento britannico, 2 voll., a cura di A. S., Bologna, il Mulino,, 2000. Comprende:

1. Fonti e connessioni continentali, John Toland e il deismo. ISBN 88-15-08096-1.
2. Hume e Hutcheson, Reid e la scuola del senso comune. ISBN 88-15-08098-8.

- Ricerche sul pensiero italiano fra Ottocento e Novecento, Bologna, CLUEB, 2004. ISBN 88-491-2232-2.